# Pilgrim (romanzo Terry Hayes)
Pilgrim (I Am Pilgrim) è un romanzo thriller dello scrittore britannico, naturalizzato australiano, Terry Hayes.

## Storia editoriale
Il romanzo è l'opera di debutto quale romanziere di Terry Hayes, già noto come sceneggiatore e giornalista.
Nel 2014 il romanzo ha vinto il British Book Awards nella categoria "Thriller & Crime Novel of the Year".

## Trama
(Terry Hayes, Pilgrim)
Scott Murdoch ha avuto un trascorso come agente segreto per un'organizzazione governativa statunitense chiamata la "Divisione". Originario di Detroit, rimasto orfano e adottato da una ricca famiglia del Connecticut, Bill e Grace Murdoch, è stato arruolato dai servizi segreti non appena laureatosi alla facoltà di medicina dell'Università di Harvard. Ha immediatamente messo a buon frutto le sue capacità, scoprendo il doppio gioco del direttore della Divisione e uccidendolo durante una missione a Mosca. Giovanissimo, grazie alla sua determinatezza e perspicacia, si è trovato a dirigere la Divisione. Anni dopo, stanco della vita sotto copertura e delle tante uccisioni che ha dovuto ordinare, si è ritirato nascondendo la sua identità sotto il falso nome di Peter Campbell. Coperto dallo pseudonimo di Jude Garrett ha anche pubblicato un libro sulle indagini forensi. Il successo del suo libro spinge il detective di New York, Ben Bradley, eroe dell'attentato alle torri gemelle, a condurre indagini sul presunto scrittore, fino a scoprire la sua identità. Ben riusce a metteri in contatto con Scott e con questi avvia una serie di collaborazioni professionali, seppure condotte con riservatezza. Scott non si capacita di come Ben sia riuscito a ricostruire il suo passato, partendo da piccolissimi indizi scovati nel suo libro e incarica un hacker chiamato "Battleboi", di cancellare ogni collegamento tra lui e il suo passato da tutti gli archivi informatici esistenti. Tra le indagini su cui Ben indaga, vi è l'omicidio di una sconosciuta in un albergo di New York: Scott ha la certezza che l'assassino sia una donna e che questa abbia messo in pratica le tecniche spiegate nel suo libro per rendere irriconoscibile il corpo e per sviare le indagini. Un flebile indizio collega l'assassina con la città di Bodrum, in Turchia.
Nel frattempo Scott viene richiamato in servizio dal direttore della National Intelligence, Dave "Whisperer" McKinley, poiché ritenuto l'unico in grado di sventare un imminente attacco terroristico contro gli Stati Uniti. Un misterioso fondamentalista, nome in codice "Saraceno", ritiene che colpendo gli alleati dell'Arabia Saudita con un'arma batteriologica, il governo saudita possa essere rovesciato. Il terrorista, originario di Jedda, vuole così vendicare la morte del padre, giustiziato per aver espresso critiche contro la monarchia del Paese. La preparazione del piano ha avuto inizio anni prima quando, dopo aver combattuto in Afghanistan contro i sovietici, grazie alla stima di un capo mujaheddin, il Saraceno ha acquistato una falsa identità ed è riuscito ad introdursi in Libano laureandosi in medicina a Beirut. Da quel momento il Sarceno ha messo in atto il suo piano riuscendo a sintetizzare una variante del vaiolo, immune ai vaccini, e ad organizzare un macchinoso progetto per diffonderlo negli USA. L'Intelligence degli Stati Uniti si è messa sulle tracce del terrorista dopo aver ritrovato nell'Hindu Kush i corpi dei tre occidentali rapiti, sui quali era stato testato il virus.
Il presidente degli USA, James Grosvenor, ha fiducia nelle capacità di Scott, ribattezzato per la missione con il nome in codice "Pilgrim" ma, sapendo che la ricerca è disperata, poiché il Saraceno è un solitario che ha cancellato con pervicacia ogni indizio sul suo passato, chiede la collaborazione di tutte le agenzie di intelligence del mondo, diffondendo la falsa notizia che un gruppo terroristico sta realizzando una bomba sporca da impiegare sul territorio statunitense.
Dal sistema di spionaggio Echelon si viene a sapere che, nell'Hindu Kush, il terrorista aveva ricevuto una chiamata satellitare proveniente da una cabina telefonica in Turchia, nel centro di Bodrum. Scott si reca in Turchia, fingendosi Brodie David Wilson, un agente dell'FBI incaricato di indagare sulla morte di Dodge, un ricco ventottenne, cittadino degli Stati Uniti. Tuttavia la morte del miliardario sembrerebbe essere un incidente e la rapida chiusura delle indagini costringerebbe Scott a dover rientrare negli USA senza aver ottenuto informazioni sul Saraceno. Scott, in contrasto con il capo della polizia locale, Leyla Cumali, non accetta la ricostruzione della morte del miliardario e pur di giustificare la necessità di una sua permanenza in Turchia, riesce a far riaprire le indagini portando nuove prove a sostegno dell'ipotesi di omicidio e scoprendo nell'amante della vedova di Dodge, la sedicente Ingrid Kohl, l'assassina del miliardario e della donna nell'albergo di New York, uccisa per sottrarle l'identità. Le due donne hanno orchestrato l'omicidio per intascare l'eredità di Dodge.
Contemporaneamente Scott collega Cumali con il Saraceno, grazie alla collaborazione dei servizi segreti sauditi, scoprendo che la donna è la sorella del terrorista e che quello che tutti credono essere il giovanissimo figlio della poliziotta è in realtà il figlio del Saraceno il cui vero nome è Zakaria al-Nassouri. L'attentato è imminente e non c'è modo di sapere come il virus sarà diffuso negli Stati Uniti: Scott prepara una trappola per il Saraceno, avendo la certezza che egli è da poco giunto in Turchia per ricongiungersi con la sorella e con il figlio, prima dell'inizio dell'apocalisse scatenata nel mondo dal virus del vaiolo. Con l'aiuto di Ben Bradley, che nel frattempo lo ha raggiunto in Turchia, finge di voler denunciare alle autorità turche il rapporto di Cumali con il Saraceno, inducendo il terrorista a rapirlo. Il piano riesce e mentre Scott viene portato in un sito archeologico deserto a pochi chilometri da Bodrun, il cosiddetto "Teatro della Morte" e qui torturato dal Saraceno, aiutato da alcuni mafiosi Greci che avevano con Pilgrim alcuni conti in sospeso. Nel frattempo Ben ha preso in ostaggio il figlio del Saraceno e dopo avergli stretto un cappio intorno al collo invia la foto al terrorista che, per salvare il figlio, confessa il luogo dove il virus è nascosto: diecimila fiale di vaccino antinfluenzale dirette dalla Germania negli Stati Uniti sono state sostituite con altrettante fiale di vaiolo. Camali, sotto ricatto, aiuta Scott a fuggire e ad uccidere i mafiosi greci mentre il Saraceno, incapace di accettare la sconfitta e temendo di essere torturato dalla polizia turca, si uccide.
Scott trova rifugio presso un medico collaboratore della CIA che provvede a curarlo. Nel frattempo Ingrid e l'ex moglie di Dodge, Cameron, hanno abbandonato la Turchia dopo aver corrotto la polizia locale. Tempo dopo Scott legge su di un giornale che un "incidente" è occorso a Cameron a Mikonos mentre era in vacanza con la neo moglie Ingrid. Scott capisce che la diabolica donna ha sposato l'amica per poi uccidere anche lei, rimanendo l'unica erede del patrimonio di Dodge.

## Altri media
I diritti cinematografici del romanzo sono stati acquisiti dalla Metro-Goldwyn-Mayer che nel 2018 ha incaricato il regista James Gray di dirigere il film tratto dall'opera.

## Edizioni
- (EN) Terry Hayes, I Am Pilgrim, 1ª ed., Corgi Books, 2013,  p. 891, ISBN 978-0593064948.
- Terry Hayes, Pilgrim, traduzione di Laura Bortoluzzi e Silvia Cavenaghi, Rizzoli best, Milano, Rizzoli, 2013,  p. 894, ISBN 978-88-17-07183-3.
- (DE) Terry Hayes, Faceless: Der Tod hat kein Gesicht, traduzione di Michael Benthack, Page & Turner, 2014, ISBN 978-3442204335.
- (FR) Terry Hayes, Je suis Pilgrim, traduzione di Sophie Bastide-Foltz, Parigi, Éditions Jean-Claude Lattès, 2014,  pp. 647, ISBN 978-2-7096-4580-5.